# Throckmorton (Teksas)
Throckmorton – miasto w Stanach Zjednoczonych, w stanie Teksas, siedziba administracyjna hrabstwa Throckmorton.